# Пегон

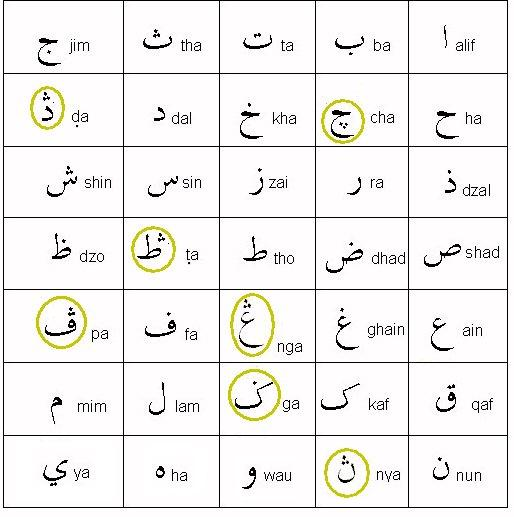
Знаки для согласных. Символы, отсутствующие в классическом арабском письме, обведены.

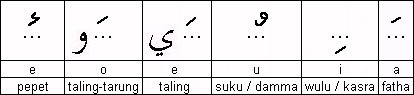
Знаки для гласных

Пегон — разновидность арабского письма, использовавшаяся яванскими мусульманами для записи яванского языка в качестве альтернативы традиционному яванскому письму. Пегон содержал знаки, дополнительные к основным арабским. Вытеснен латинским алфавитом в середине XX века.